# 拉加代尔集团
拉加代尔集团 (法語：Lagardère) 是一家法国综合企业公司，总部位于巴黎十六区。

## 历史
1992年由几家公司合并而成一家跨媒体企业，旗下拥有四家独立运营子公司分别是拉加代尔出版，拉加代尔旅行零售，拉加代尔媒体和拉加代尔体育与娱乐。